# Jäderfors
Jäderfors è un'area urbana della Svezia situata nel comune di Sandviken, contea di Gävleborg.
La popolazione rilevata nel censimento 2010 era di 284 abitanti .